# 缝合带
缝合带，也称“缝合线”，地质学术语，是指大的断层区域，分隔开了具有不同板块构造起源的地体、地质构造单元。这一术语源自外科学的引申使用。  
缝合带的露頭的宽度从几百米到若干千米。可以是网状的糜稜岩剪切区或脆性断裂区。缝合带通常是火成岩侵入与透镜状的构造，在岩石学上属于从深成岩到蛇绿岩组分。